# Sabine!
Sabine! (titolo alternativo: Sabine!!) è una soap opera tedesca, prodotta dal 2003 al 2005 da Phoenix Film. Protagonista, nel ruolo di Sabine Vogt, è l'attrice Bojana Golenac; altri interpreti principali sono Max Urlacher, Astrid M. Fünderich, Stefan Gubser, Mariella Ahrens e Benjamin Trinks.
La fiction, trasmessa in prima visione dall'emittente ZDF, si compone di 2 stagioni, per un totale di 20 episodi, della durata di 45 minuti ciascuno. Il primo episodio, intitolato Willkommen in der Hölle, fu trasmesso in prima visione il 6 gennaio 2004.

## Trama
Protagonista delle vicende è Sabine Vogt, un'adolescente che decide di lasciare il liceo della propria città natale, Dudesheim, per trasferirsi in un liceo di Berlino, dove può ricongiungersi al fidanzato Ben Hombach. Ad attenderla però sarà un'amara sorpresa, in quanto Ben si è già trovato un'altra ragazza.